# Phyllostachys verrucosa
Phyllostachys verrucosa là một loài thực vật có hoa trong họ Hòa thảo. Loài này được G.H.Ye & Z.P.Wang miêu tả khoa học đầu tiên năm 1983.